# Sainthia
Sainthia è una suddivisione dell'India, classificata come municipality, di 39.244 abitanti, situata nel distretto di Birbhum, nello stato federato del Bengala Occidentale. In base al numero di abitanti la città rientra nella classe III (da 20.000 a 49.999 persone).

## Geografia fisica
La città è situata a 23° 56' 60 N e 87° 40' 0 E e ha un'altitudine di 52 m s.l.m..

## Società

### Evoluzione demografica
Al censimento del 2001 la popolazione di Sainthia assommava a 39.244 persone, delle quali 20.113 maschi e 19.131 femmine. I bambini di età inferiore o uguale ai sei anni assommavano a 4.320, dei quali 2.180 maschi e 2.140 femmine. Infine, coloro che erano in grado di saper almeno leggere e scrivere erano 25.877, dei quali 14.653 maschi e 11.224 femmine.